# Вернер Тенігес
Вернер Тенігес (нім. Werner Töniges; 7 січня 1910, Обергаузен — 25 січня 1995, Ессен) — німецький офіцер, корветтен-капітан крігсмаріне. Кавалер Лицарського хреста Залізного хреста з дубовим листям.

## Біографія
Служив у торговому флоті. 5 квітня 1935 року вступив у ВМФ. На борту броненосця «Адмірал граф Шпее» брав участь у плаванні до берегів Іспанії під час Громадянської війни. Потім був переведений на торпедні катери і в липні 1940 року призначений командиром катера S-19, потім командував S-24, S-26, S-102. Брав участь у 88 бойових операціях і потопив 18 військових та торгових кораблів, а також 2 протичовнові кораблі. У вересні 1942 року призначений командиром роти військово-морського училища в Мюрвіку. З вересня 1943 року — офіцер з питань бойової підготовки та референт ОКМ. В травні 1945 року взятий в полон союзниками. 16 січня 1946 року звільнений.

## Звання
- Морський кадет (5 квітня 1935)
- Фенріх-цур-зее (1 липня 1935)
- Оберфенріх-цур-зее (1 січня 1937)
- Лейтенант-цур-зее (1 квітня 1937)
- Оберлейтенант-цур-зее (1 квітня 1939)
- Капітан-лейтенант (1 вересня 1941)
- Корветтен-капітан (1 серпня 1944)

## Нагороди
- Медаль «За вислугу років у Вермахті» 4-го класу (4 роки; 5 квітня 1939)
- Іспанський хрест в бронзі з мечами (6 червня 1939)
- Медаль «У пам'ять 1 жовтня 1938» (20 грудня 1939)
- Залізний хрест
  - 2-го класу (24 червня 1940)
  - 1-го класу (6 липня 1940)
- Нагрудний знак торпедних катерів з діамантами
  - знак (28 січня 1941)
  - діаманти (16 грудня 1942)
- Відзначений у Вермахтберіхт (20 лютого 1942)
  - «Оберлейтенант-цур-зее Вернер Тенігес з торпедного катера S102 потопив 2 озброєні торгові судна загальною водотоннажністю 10 000 брт в південній частині Північного моря.»
- Лицарський хрест Залізного хреста з дубовим листям
  - лицарський хрест (25 лютого 1941)
  - дубове листя (№ 143; 13 листопада 1942)
- Орден Хреста Свободи 4-го класу з мечами (Фінляндія; 4 листопада 1941)
- Кримський щит (16 серпня 1943)